# Sonata para piano n.º 16 (Beethoven)

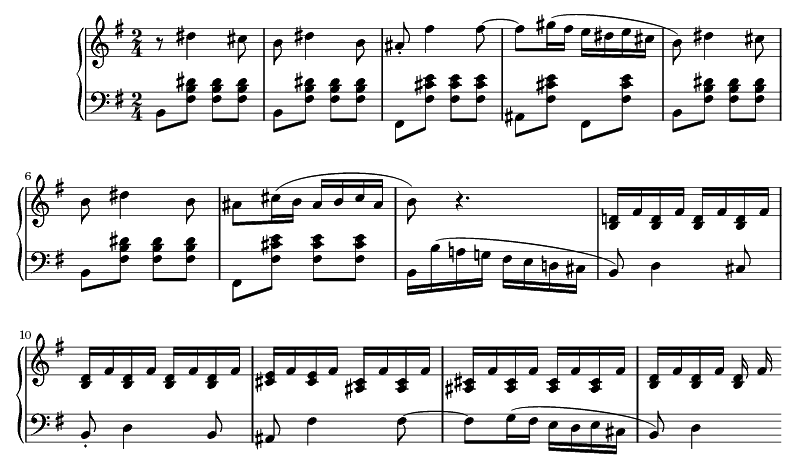
Segundo tema do primeiro movimento

A Sonata para piano n. ° 16, Em Sol Maior, Opus 31, n. ° 1 foi composta por Ludwig van Beethoven entre 1801 e 1802. Embora tenha sido numerada como a primeira peça no trio de sonatas para piano publicado em 1803, Beethoven terminou-a depois do Opus 31, n. ° 2, a "Sonata Tempestade".

## Composição
Insatisfeito com o estilo "clássico" de sua música, Beethoven decidiu dar um novo passo no seu estilo de composição. As obras do Opus 31 são os primeiros exemplos de ideias inovadoras e não convencionais de Beethoven. É digno de nota que foram compostas após a escrita do famoso Testamento de Heilingenstadt, de 1802. Em termos críticos, a sonata é leve, alegre e possui toques de humor e ironia em seus movimentos.

## Movimentos
São três os andamentos:
1. Allegro vivace
2. Adagio grazioso
3. Rondó: Allegretto-Presto